# Józef Wiechuła
Józef Wiechuła (ur. 12 grudnia 1882 w Dąbrówce Małej, zm. 17 listopada 1948 w Katowicach) – polski polityk, działacz związkowy, poseł na Sejm Śląski I kadencji w II RP.

## Życiorys
Był sekretarzem Centrali Zjednoczenia Zawodowego Polskiego i czołowym działaczem Polskiej Partii Socjalistycznej na Górnym Śląsku. W okresie plebiscytowym członek 12-osobowej Naczelnej Rady Ludowej dla Górnego Śląska. W latach 1922–1929 roku poseł na Sejm Śląski z ramienia PPS. W 1925 roku wraz z partyjnym kolegą, posłem Klemensem Borysem, przystąpił do Związku Obrony Górnoślązaków, któremu przewodził Jan Kustos.
Po II wojnie światowej wójt gminy Dąbrówka Mała (1946–1948).
W 1946 odznaczony srebrnym Krzyżem Zasługi.